# Headz or Tailz
Headz or Tailz è il secondo album del duo di musica hip hop statunitense dei Do or Die.

## Tracce
1. Headz
2. Just Ballin
3. Pimpology
4. Lil Sum Sum
5. Nobody's Home (feat. Johnny P. and Danny Boy)
6. Still Po Pimpin (feat. Johnny P. and Twista)
7. All in the Club (feat. Danny Boy)
8. Can I (feat. Beyond Content)
9. Choppin up That Paper (feat. Val Young)
10. Gangsta Shit (feat. Shock Tha World)
11. Bustin Back (feat. Lil Chilla Of Snypaz)
12. Ultimate Shutdown
13. Who Am I (feat. Scarface)
14. Caine House
15. Under Surveillance
16. Dead or Alive
17. Tailz (feat. Bushwick Bill)